# Bahnstrecke Berlin–Szczecin
| Der Stettiner Bahnhof in Berlin im Jahre 1904 | |                                              |                                          |
| Streckenverlauf | |                                              |                                          |
| Streckennummer (DB): | 6002 S-Bahn Berlin 6081 Gesundbrunnen–Angermünde 6328 Angermünde–Staatsgrenze |                                              |                                          |
| Streckennummer: | 0409 Grenze–Szczecin Gumieńce 0408 Sz. Gumieńce–Szczecin Gł. |                                              |                                          |
| Kursbuchstrecke (DB): | 200.20 Nordbf–Bernau 200.80 Bornholmer Str–Blankenburg 203 0 Berlin–Angermünde 209.60 Berlin–Eberswalde Hbf 209.66 Angermünde–Szczecin Gł |                                              |                                          |
| Kursbuchstrecke: | 110, 111 (Gesamt) 109, 109d (Angermünde – Nordbf damals Stettiner Bf) 108b (Britz – Eberswalde) 110a (Eberswalde – Nordbf damals Stettiner Bf) 97c (S-Bahn Bernau – Nordbf damals Stettiner Bf) jeweils 1934 122f (Scheune – Angermünde) 122 (Angermünde – Nordbf damals Stettiner Bf) 121d (Britz (Kr Angermünde) – Eberswalde Hbf) 122m (Eberswalde Hbf – Nordbf damals Stettiner Bf) 105 (Bernau (b Berlin) – Nordbf damals Stettiner Bf) 103, 104, 121m (S-Bahn Bornholmer Straße – Nordbf damals Stettiner Bf) jeweils 1946 920 (Berlin – Pasewalk – Stralsund) 923 (Angermünde – Tantow) 141 (S-Bahn Bernau (b Bln) – Ostkreuz – Bln Grünau – Zeuthen) jeweils 1968 A1 (Berlin – Angermünde – Szczecin – Gdynia 1982) |                                              |                                          |
| Streckenlänge: | 134,5 km |                                              |                                          |
| Spurweite: | 1435 mm (Normalspur) |                                              |                                          |
| Streckenklasse: | D4 |                                              |                                          |
| Stromsystem: | S-Bahn Berlin: 750 V = Berlin–Passow: 15 kV, 16,7 Hz ~ Sz. Gumieńce–Szczecin Gł.: 3 kV = |                                              |                                          |
| Maximale Neigung: | 4,0 ‰ |                                              |                                          |
| Streckengeschwindigkeit: | 160 km/h (Bornh. Str–Karow) sonst 120 km/h |                                              |                                          |
| Zugbeeinflussung: | PZB (Fernbahn) |                                              |                                          |
| Zweigleisigkeit: | Nordbahnhof–Buch (S-Bahn) Gesundbrunnen–Passow |                                              |                                          |
| | |                                              |                                          |
| \| \| \| von Stargard \| \| \| \| 0,0 \| Szczecin Główny (Stettin Hbf) \| ⊙ \| \| \| \| nach Trzebież und nach Szczecin Dąbie \| \| \| \| \| Szczecin Dąbie–Szczecin Turzyn \| \| \| \| \| von Sz. Wzgórze Hetmańskie und Sz. Dąbie \| \| \| \| \| D 13 \| \| \| \| 4,80,0 \| Szczecin Gumieńce (Scheune) \| ⊙ \| \| \| \| nach Pasewalk \| \| \| \| 1,9 \| Warzymice (Klein Reinkendorf) \| Warzymice (Klein Reinkendorf) \| \| \| 7,1 \| Kołbaskowo (Colbitzow) (zuvor Bf) \| Kołbaskowo (Colbitzow) (zuvor Bf) \| \| \| \| A6 \| \| \| \| 10,1119,6 \| Staatsgrenze Polen–Deutschland \| Staatsgrenze Polen–Deutschland \| \| \| 116,5 \| Rosow \| Rosow \| \| \| \| B 113 \| \| \| \| 111,0 \| Tantow \| ⊙ \| \| \| \| nach Gartz \| \| \| \| \| Landgraben \| \| \| \| 103,8 \| Petershagen (Uckermark) \| ⊙ \| \| \| \| Kleinbahn Casekow–Penkun–Oder \| \| \| \| 99,6 \| Casekow (zuvor Bf) \| ⊙ \| \| \| 94,7 \| Schönow (Kr Uckermark) \| ⊙ \| \| \| \| Randow \| \| \| \| \| von Stendell \| \| \| \| 89,3 \| Passow (Uckermark) \| ⊙ \| \| \| \| B 166 \| \| \| \| 82,7 \| Schönermark \| Schönermark \| \| \| 81,2 \| Üst Schönermark \| Üst Schönermark \| \| \| \| nach Damme \| \| \| \| 77,5 \| Welsow-Bruchhagen (zuvor Bf) \| Welsow-Bruchhagen (zuvor Bf) \| \| \| \| B 198 \| \| \| \| \| von Stralsund \| \| \| \| \| B 198 \| \| \| \| \| von Schwedt (Oder) \| \| \| \| 70,7 \| Angermünde \| ⊙ \| \| \| \| nach Bad Freienwalde \| \| \| \| \| B 198, B 2 \| \| \| \| 66,1 \| Herzsprung (zuvor Bf) \| Herzsprung (zuvor Bf) \| \| \| 61,9 \| Bk Serwest \| Bk Serwest \| \| \| \| B 2 \| \| \| \| 57,5 \| Chorin (zuvor Personenbf) \| Chorin (zuvor Personenbf) \| \| \| \| \| \| \| \| 54,8 \| Chorin Hp (ehem. Chorinchen; Chorin Kloster) \| ⊙ \| \| \| \| \| \| \| \| 52,5 \| Abzw Ragösermühle von Joachimsthal \| Abzw Ragösermühle von Joachimsthal \| \| \| 50,0 \| Britz \| ⊙ \| \| \| \| Oder-Havel-Kanal \| \| \| \| \| von Frankfurt (Oder) \| \| \| \| \| Finowkanal \| \| \| \| \| B 167 \| \| \| \| 45,2 \| Eberswalde Hbf \| ⊙ \| \| \| \| von Finowfurt \| \| \| \| 43,7 \| Eberswalde Wasserfall \| Eberswalde Wasserfall \| \| \| 42,0 \| Bk Spechthausen \| Bk Spechthausen \| \| \| 37,9 \| Bk Wildtränke ehem. Bf \| Bk Wildtränke ehem. Bf \| \| \| 35,6 \| Melchow \| ⊙ \| \| \| 33,0 \| Biesenthal \| ⊙ \| \| \| 30,2 \| Bk Danewitz \| Bk Danewitz \| \| \| 28,2 \| Rüdnitz ehem. Bf \| ⊙ \| \| \| 25,3 \| Rüdnitz Vbf \| Rüdnitz Vbf \| \| \| 24,6 \| Bk Ladeburg \| Bk Ladeburg \| \| \| \| Panke \| \| \| \| \| \| \| \| \| 22,6 \| Bernau (b Berlin) \| ⊙ \| \| \| \| A 11 \| \| \| \| 21,2 \| Bernau-Friedenstal \| ⊙ \| \| \| \| Panke \| \| \| \| 18,2 \| Zepernick (b Bernau) \| ⊙ \| \| \| \| Panke \| \| \| \| 16,5 \| Röntgental \| ⊙ \| \| \| \| Landesgrenze Brandenburg–Berlin \| \| \| \| 14,4 \| Berlin-Buch \| ⊙ \| \| \| \| Panke \| \| \| \| \| A 10 \| \| \| \| \| \| \| \| \| \| von Basdorf \| \| \| \| \| \| \| \| \| 11,5 \| Berlin-Karow \| ⊙ \| \| \| \| Abzweig vom BAR \| \| \| \| \| Karower Kreuz BAR, Haltepunkt geplant \| \| \| \| \| von Hohen Neuendorf und vom BAR \| \| \| \| 8,3 \| Berlin-Blankenburg \| ⊙ \| \| \| \| zur Industriebahn Tegel–Friedrichsfelde \| \| \| \| \| Industriebahn Tegel–Friedrichsfelde \| \| \| \| 6,7 \| Berlin-Pankow-Heinersdorf \| ⊙ \| \| \| \| Gbf Berlin-Pankow \| \| \| \| \| A 114, B 109 \| \| \| \| 4,8 \| Berlin-Pankow \| ⊙ \| \| \| \| B 96a \| \| \| \| \| von Oranienburg \| \| \| \| 3,2 \| Berlin Bornholmer Straße \| ⊙ \| \| \| \| von und nach Ostkreuz \| \| \| \| 2,1 \| Berlin-Gesundbrunnen \| ⊙ \| \| \| \| nach Westkreuz/Berlin Hbf \| \| \| \| 1,2 \| Berlin Humboldthain \| ⊙ \| \| \| \| \| \| \| \| \| \| \| \| \| 0,0 \| Berlin Nordbahnhof \| ⊙ \| \| \| \| nach Berlin Friedrichstraße \| \| \| \| \| \| \| \| ⊙ = Koordinatenlink \| \| \| \| | |                                              |                                          |
| Strecke | | von Stargard                                 | von Stargard                             |
| Bahnhof | 0,0 | Szczecin Główny (Stettin Hbf)                | ⊙                                        |
| Abzweig geradeaus, nach links und nach rechts | | nach Trzebież und nach Szczecin Dąbie        | nach Trzebież und nach Szczecin Dąbie    |
| Kreuzung geradeaus unten | | Szczecin Dąbie–Szczecin Turzyn               | Szczecin Dąbie–Szczecin Turzyn           |
| Abzweig geradeaus, von links und von rechts | | von Sz. Wzgórze Hetmańskie und Sz. Dąbie     | von Sz. Wzgórze Hetmańskie und Sz. Dąbie |
| Brücke | | D 13                                         | D 13                                     |
| Bahnhof | 4,80,0 | Szczecin Gumieńce (Scheune)                  | ⊙                                        |
| Abzweig geradeaus und nach rechts | | nach Pasewalk                                | nach Pasewalk                            |
| ehemaliger Haltepunkt / Haltestelle | 1,9 | Warzymice (Klein Reinkendorf)                | Warzymice (Klein Reinkendorf)            |
| ehemaliger Haltepunkt / Haltestelle | 7,1 | Kołbaskowo (Colbitzow) (zuvor Bf)            | Kołbaskowo (Colbitzow) (zuvor Bf)        |
| Brücke | | A6                                           | A6                                       |
| Grenze | 10,1119,6 | Staatsgrenze Polen–Deutschland               | Staatsgrenze Polen–Deutschland           |
| ehemaliger Bahnhof | 116,5 | Rosow                                        | Rosow                                    |
| Bahnübergang | | B 113                                        | B 113                                    |
| Bahnhof | 111,0 | Tantow                                       | ⊙                                        |
| Abzweig geradeaus und ehemals nach links | | nach Gartz                                   | nach Gartz                               |
| Brücke über Wasserlauf | | Landgraben                                   | Landgraben                               |
| Haltepunkt / Haltestelle | 103,8 | Petershagen (Uckermark)                      | ⊙                                        |
| Abzweig geradeaus und ehemals von rechts | | Kleinbahn Casekow–Penkun–Oder                | Kleinbahn Casekow–Penkun–Oder            |
| Haltepunkt / Haltestelle | 99,6 | Casekow (zuvor Bf)                           | ⊙                                        |
| Haltepunkt / Haltestelle | 94,7 | Schönow (Kr Uckermark)                       | ⊙                                        |
| Brücke über Wasserlauf | | Randow                                       | Randow                                   |
| Abzweig geradeaus und von links | | von Stendell                                 | von Stendell                             |
| Bahnhof | 89,3 | Passow (Uckermark)                           | ⊙                                        |
| Strecke mit Straßenbrücke | | B 166                                        | B 166                                    |
| ehemaliger Bahnhof | 82,7 | Schönermark                                  | Schönermark                              |
| ehemalige Überleitstelle / Spurwechsel | 81,2 | Üst Schönermark                              | Üst Schönermark                          |
| Abzweig geradeaus und ehemals nach rechts | | nach Damme                                   | nach Damme                               |
| ehemaliger Haltepunkt / Haltestelle | 77,5 | Welsow-Bruchhagen (zuvor Bf)                 | Welsow-Bruchhagen (zuvor Bf)             |
| Strecke mit Straßenbrücke | | B 198                                        | B 198                                    |
| Abzweig geradeaus, ehemals nach rechts und von rechts | | von Stralsund                                | von Stralsund                            |
| Strecke mit Straßenbrücke | | B 198                                        | B 198                                    |
| Abzweig geradeaus und von links | | von Schwedt (Oder)                           | von Schwedt (Oder)                       |
| Bahnhof | 70,7 | Angermünde                                   | ⊙                                        |
| Abzweig geradeaus und ehemals nach links | | nach Bad Freienwalde                         | nach Bad Freienwalde                     |
| Strecke mit Straßenbrücke | | B 198, B 2                                   | B 198, B 2                               |
| ehemaliger Haltepunkt / Haltestelle | 66,1 | Herzsprung (zuvor Bf)                        | Herzsprung (zuvor Bf)                    |
| ehemalige Blockstelle | 61,9 | Bk Serwest                                   | Bk Serwest                               |
| Bahnübergang | | B 2                                          | B 2                                      |
| Dienststation / Betriebs- oder Güterbahnhof | 57,5 | Chorin (zuvor Personenbf)                    | Chorin (zuvor Personenbf)                |
| | |                                              |                                          |
| Haltepunkt / Haltestelle | 54,8 | Chorin Hp (ehem. Chorinchen; Chorin Kloster) | ⊙                                        |
| | |                                              |                                          |
| Abzweig geradeaus, ehemals nach rechts und von rechts | 52,5 | Abzw Ragösermühle von Joachimsthal           | Abzw Ragösermühle von Joachimsthal       |
| Bahnhof | 50,0 | Britz                                        | ⊙                                        |
| Tunnel bzw. Unterführung unter Wasserlauf | | Oder-Havel-Kanal                             | Oder-Havel-Kanal                         |
| Abzweig geradeaus, ehemals nach links und von links | | von Frankfurt (Oder)                         | von Frankfurt (Oder)                     |
| Brücke über Wasserlauf | | Finowkanal                                   | Finowkanal                               |
| Strecke mit Straßenbrücke | | B 167                                        | B 167                                    |
| Bahnhof | 45,2 | Eberswalde Hbf                               | ⊙                                        |
| Abzweig geradeaus und ehemals von rechts | | von Finowfurt                                | von Finowfurt                            |
| ehemaliger Bahnhof | 43,7 | Eberswalde Wasserfall                        | Eberswalde Wasserfall                    |
| ehemalige Blockstelle | 42,0 | Bk Spechthausen                              | Bk Spechthausen                          |
| ehemalige Blockstelle | 37,9 | Bk Wildtränke ehem. Bf                       | Bk Wildtränke ehem. Bf                   |
| Haltepunkt / Haltestelle | 35,6 | Melchow                                      | ⊙                                        |
| Bahnhof | 33,0 | Biesenthal                                   | ⊙                                        |
| ehemalige Blockstelle | 30,2 | Bk Danewitz                                  | Bk Danewitz                              |
| Haltepunkt / Haltestelle | 28,2 | Rüdnitz ehem. Bf                             | ⊙                                        |
| ehemaliger Dienststation / Betriebs- oder Güterbahnhof | 25,3 | Rüdnitz Vbf                                  | Rüdnitz Vbf                              |
| ehemalige Blockstelle | 24,6 | Bk Ladeburg                                  | Bk Ladeburg                              |
| Brücke über Wasserlauf | | Panke                                        | Panke                                    |
| Verschwenkung von rechts | |                                              |                                          |
| S-Kopfbahnhof Streckenanfang · Bahnhof | 22,6 | Bernau (b Berlin)                            | ⊙                                        |
| Strecke mit Straßenbrücke · Strecke mit Straßenbrücke | | A 11                                         | A 11                                     |
| S-Bahn-Halt · Strecke | 21,2 | Bernau-Friedenstal                           | ⊙                                        |
| Brücke über Wasserlauf · Brücke über Wasserlauf | | Panke                                        | Panke                                    |
| S-Bahnhof · Strecke | 18,2 | Zepernick (b Bernau)                         | ⊙                                        |
| Brücke über Wasserlauf · Brücke über Wasserlauf | | Panke                                        | Panke                                    |
| S-Bahn-Halt · Überleitstelle / Spurwechsel | 16,5 | Röntgental                                   | ⊙                                        |
| Grenze · Grenze | | Landesgrenze Brandenburg–Berlin              | Landesgrenze Brandenburg–Berlin          |
| S-Bahnhof · Strecke | 14,4 | Berlin-Buch                                  | ⊙                                        |
| Brücke über Wasserlauf · Brücke über Wasserlauf | | Panke                                        | Panke                                    |
| Brücke · Brücke | | A 10                                         | A 10                                     |
| Verschwenkung von links · Verschwenkung von rechts | |                                              |                                          |
| Kreuzung geradeaus unten · Strecke von rechts · Strecke | | von Basdorf                                  | von Basdorf                              |
| Verschwenkung nach links · Verschwenkung nach links und nach rechts · Verschwenkung nach rechts | |                                              |                                          |
| Bahnhof mit S-Bahn-Halt · Dienststation / Betriebs- oder Güterbahnhof | 11,5 | Berlin-Karow                                 | ⊙                                        |
| Strecke · Abzweig geradeaus, nach links und nach rechts | | Abzweig vom BAR                              | Abzweig vom BAR                          |
| ehemaliger S-Bahn-Turmhaltepunkt geradeaus oben · ehemaliger Turmhaltepunkt geradeaus oben | | Karower Kreuz BAR, Haltepunkt geplant        | Karower Kreuz BAR, Haltepunkt geplant    |
| Abzweig geradeaus und von rechts · Abzweig geradeaus, von links und von rechts | | von Hohen Neuendorf und vom BAR              | von Hohen Neuendorf und vom BAR          |
| S-Bahnhof · Dienststation / Betriebs- oder Güterbahnhof | 8,3 | Berlin-Blankenburg                           | ⊙                                        |
| Strecke · Abzweig geradeaus und ehemals nach links | | zur Industriebahn Tegel–Friedrichsfelde      | zur Industriebahn Tegel–Friedrichsfelde  |
| Kreuzung geradeaus oben (Querstrecke außer Betrieb) · Kreuzung geradeaus oben (Querstrecke außer Betrieb) | | Industriebahn Tegel–Friedrichsfelde          | Industriebahn Tegel–Friedrichsfelde      |
| S-Bahn-Halt · Strecke | 6,7 | Berlin-Pankow-Heinersdorf                    | ⊙                                        |
| Strecke · ehemaliger Dienststation / Betriebs- oder Güterbahnhof | | Gbf Berlin-Pankow                            | Gbf Berlin-Pankow                        |
| Strecke mit Straßenbrücke · Strecke mit Straßenbrücke | | A 114, B 109                                 | A 114, B 109                             |
| S-Bahnhof · Strecke | 4,8 | Berlin-Pankow                                | ⊙                                        |
| Brücke · Brücke | | B 96a                                        | B 96a                                    |
| Abzweig geradeaus und von rechts · Abzweig geradeaus und von rechts | | von Oranienburg                              | von Oranienburg                          |
| S-Bahnhof · Dienststation / Betriebs- oder Güterbahnhof | 3,2 | Berlin Bornholmer Straße                     | ⊙                                        |
| Abzweig geradeaus, nach links und von links · Abzweig geradeaus, nach links und von links | | von und nach Ostkreuz                        | von und nach Ostkreuz                    |
| S-Bahnhof · Bahnhof | 2,1 | Berlin-Gesundbrunnen                         | ⊙                                        |
| Abzweig geradeaus und nach rechts · Abzweig ehemals geradeaus und nach rechts | | nach Westkreuz/Berlin Hbf                    | nach Westkreuz/Berlin Hbf                |
| S-Bahn-Halt · Strecke (außer Betrieb) | 1,2 | Berlin Humboldthain                          | ⊙                                        |
| Verschwenkung von links · Verschwenkung von rechts (Strecke außer Betrieb) · Verschwenkung von rechts (Strecke außer Betrieb) | |                                              |                                          |
| Tunnelanfang · Strecke (außer Betrieb) · Strecke (außer Betrieb) | |                                              |                                          |
| S-Bahnhof (im Tunnel) · S-Kopfbahnhof Streckenende (Strecke außer Betrieb) · Kopfbahnhof Streckenende (Strecke außer Betrieb) | 0,0 | Berlin Nordbahnhof                           | ⊙                                        |
| Strecke (im Tunnel) | | nach Berlin Friedrichstraße                  | nach Berlin Friedrichstraße              |
| | |                                              |                                          |
| ⊙ = Koordinatenlink | |                                              |                                          |

Die rund 135 km lange Bahnstrecke Berlin–Szczecin, auch Bahnstrecke Berlin–Stettin, Berlin-Stettiner Eisenbahn oder kurz Stettiner Bahn, ist eine Hauptbahn zwischen Berlin und Stettin (Szczecin), Hauptstadt der polnischen Woiwodschaft Westpommern.
Die Eisenbahnstrecke zwischen Berlin, der Hauptstadt Preußens, und Stettin, Hauptstadt der Provinz Pommern und der Berlin nächstgelegene Seehafen, wurde von der Berlin-Stettiner Eisenbahn-Gesellschaft (BStE) in den Jahren 1842 und 1843 erbaut. Sie gehört damit zu den ältesten in der Geschichte der Eisenbahn in Deutschland. Der zweigleisige Ausbau der Bahn erfolgte 1863 zwischen Berlin und Angermünde und 1873 zwischen Angermünde und Stettin. Die Bahnstrecke ist auch ein Teil der sogenannten Vorpommern-Magistrale.
Zwischen Berlin und Bernau verlaufen parallel zu den Ferngleisen separate Vorortgleise, die von der Berliner S-Bahn genutzt werden. Zwischen dem historischen Ausgangspunkt der Strecke, Berlin Stettiner Bahnhof (ab 1950 Berlin Nordbahnhof) und Gesundbrunnen sind die Ferngleise seit 1952 außer Betrieb und mittlerweile abgebaut. Bis auf den 40 km langen Abschnitt zwischen Passow und Szczecin Gumieńce ist die Strecke zweigleisig und elektrifiziert. Eine durchgehende Elektrifizierung und ein zweigleisiger Ausbau sollen bis 2027 realisiert werden.
Um die Fahrt der Berliner S-Bahn im Zehnminutentakt bis nach Bernau zu ermöglichen (bisher nur bis Buch), ist im i2030-Teilprojekt „Berliner S-Bahn: Weiterentwicklung und Engpassbeseitigung“ der zweigleisige Ausbau der S-Bahn-Strecke vorgesehen. Die Finanzierung der Vorplanung wurde im Frühjahr 2022 vereinbart.

## Streckenbeschreibung

Ursprünglicher Trassenverlauf der Stettiner Bahn in Berlin 1892 (links)

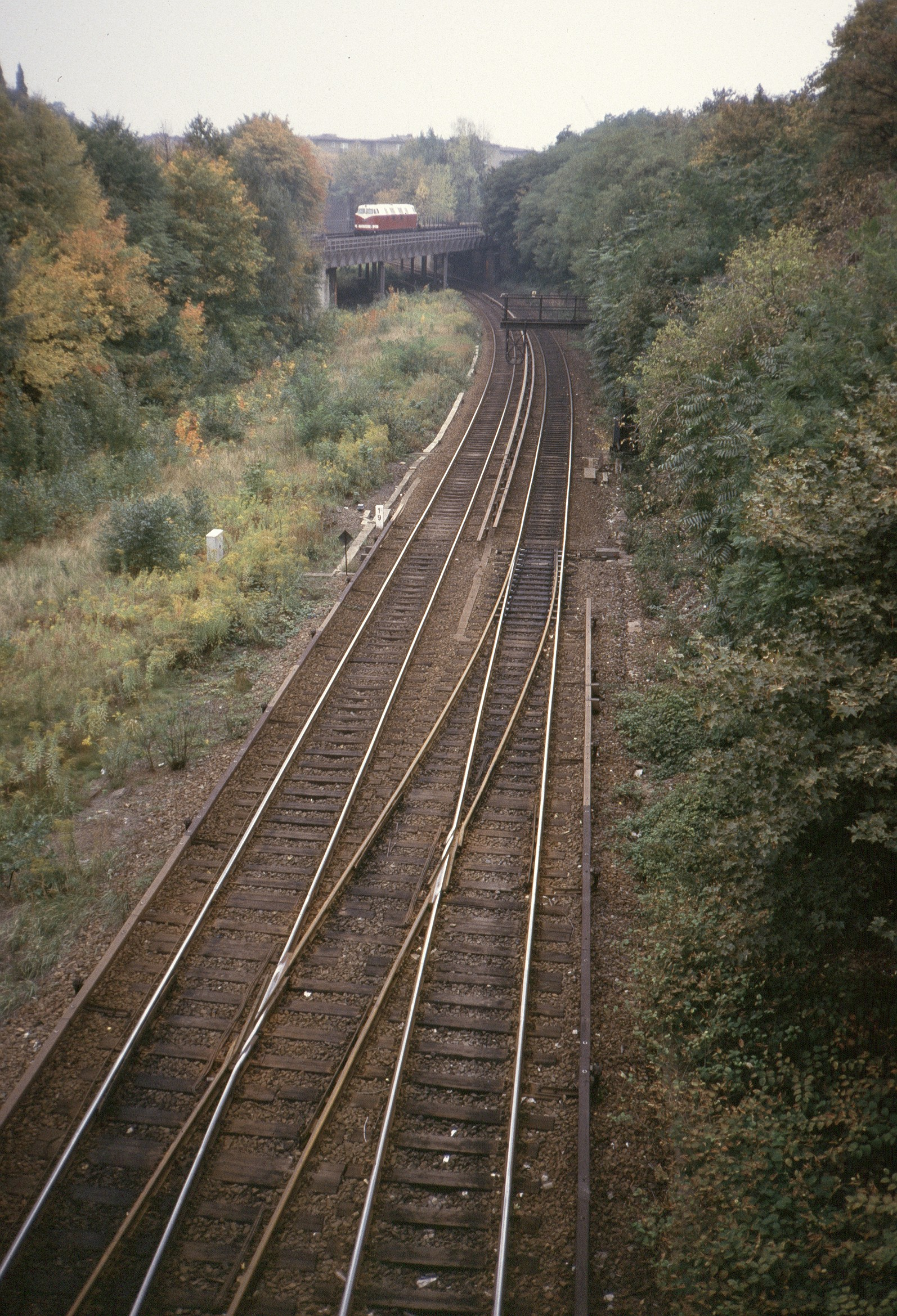
Unterfahrung der Berliner Ringbahn am Bahnhof Gesundbrunnen, die Fernbahngleise sind abgebaut, 1986

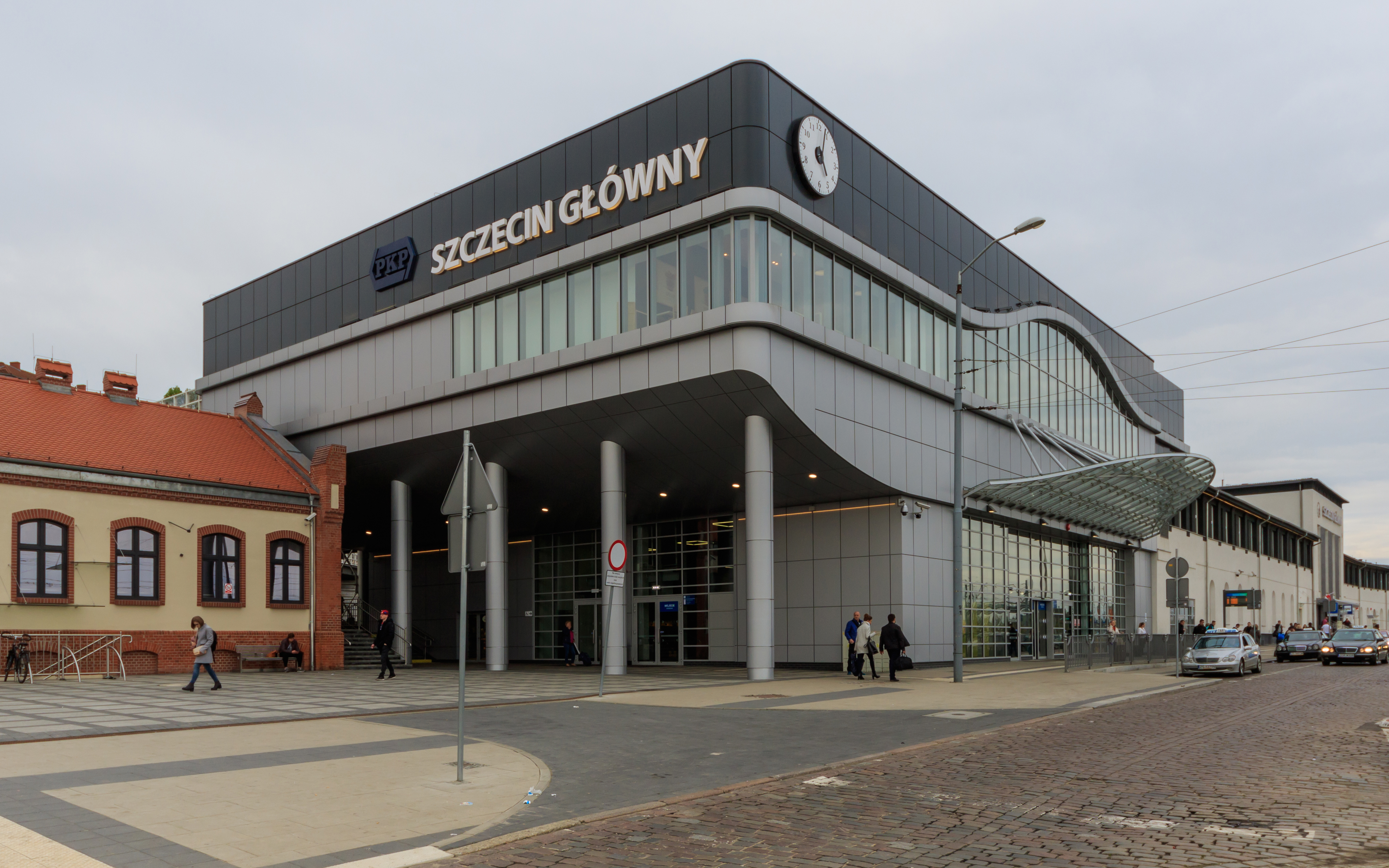
Außenfassade des Stettiner Hauptbahnhofs (Szczecin Główny)

Die Strecke beginnt in Berlin am Stettiner Bahnhof – 1950 umbenannt in Nordbahnhof – im Norden des heutigen Ortsteils Mitte. Die Bahn führt zunächst in Richtung Nordwesten und schwenkt anschließend Richtung Nordost. Zwischen der heutigen Berliner Ringbahn und der Kreuzung mit der Berliner Nordbahn verlief die Bahn ursprünglich auf einer eigenen Trasse entlang der Grünthaler Straße, die allerdings 1897 aufgegeben wurde. Heute erinnert an der Ecke Grüntaler / Osloer Straße eine Gedenktafel an den ehemaligen Streckenverlauf. Seitdem führt die Bahn entlang der Ringbahn zum Bahnhof Gesundbrunnen, weiter entlang der Berliner Nordbahn und schwenkt hinter dem Bahnhof Bornholmer Straße auf die alte Trasse zurück. Kurz vor dem Bahnhof Berlin-Karow wird am Karower Kreuz der Berliner Außenring gekreuzt, mit Verbindungskurven zwischen beiden Strecken.
Bei Bernau schwenkt die Strecke ein kurzes Stück nach Osten, um den mittelalterlichen Stadtkern zu umgehen. Bis Angermünde läuft sie weitgehend parallel zur ehemaligen Bundesstraße 2, die sie in ihrem Verlauf auch mehrmals kreuzt. Im Norden der Stadt Eberswalde befindet sich mit dem Tunnel unter dem Oder-Havel-Kanal (Hohenzollernkanal / Großschifffahrtsweg Berlin–Stettin) eines der bedeutendsten Ingenieurbauwerke entlang der Strecke. Etwas weiter südlich befand sich bis 2008 die Kanalbrücke Eberswalde.
Der letzte Abschnitt der Bahn führt zur Oder hin. Die letzten Kilometer vor der polnischen Grenze führen nur wenige hundert Meter parallel zur Landesgrenze Mecklenburg-Vorpommerns, diese wird jedoch nicht passiert. Etwa drei Kilometer hinter Rosow – sowie einen Kilometer südlich des Autobahngrenzübergangs Pomellen – passiert die Strecke bei Kilometer 119,6 die deutsch-polnische Staatsgrenze. Bei Szczecin-Gumieńce (Scheune) trifft die Bahn auf die Bahnstrecke Bützow–Szczecin und führt zusammen mit dieser bis zum Stettiner Hauptbahnhof (Szczecin Główny). Der Bahnhof liegt am Ufer der Oder am Fuß der Hügel, auf denen große Teile der Stadt stehen. Das Empfangsgebäude ist nicht der Stadt zugewandt, sondern nur durch die Uferstraße von der Oder getrennt. Die Bahnstrecke war Berlins erste schnelle Verbindung zum Meer.

## Geschichte

### Privatbahnzeit

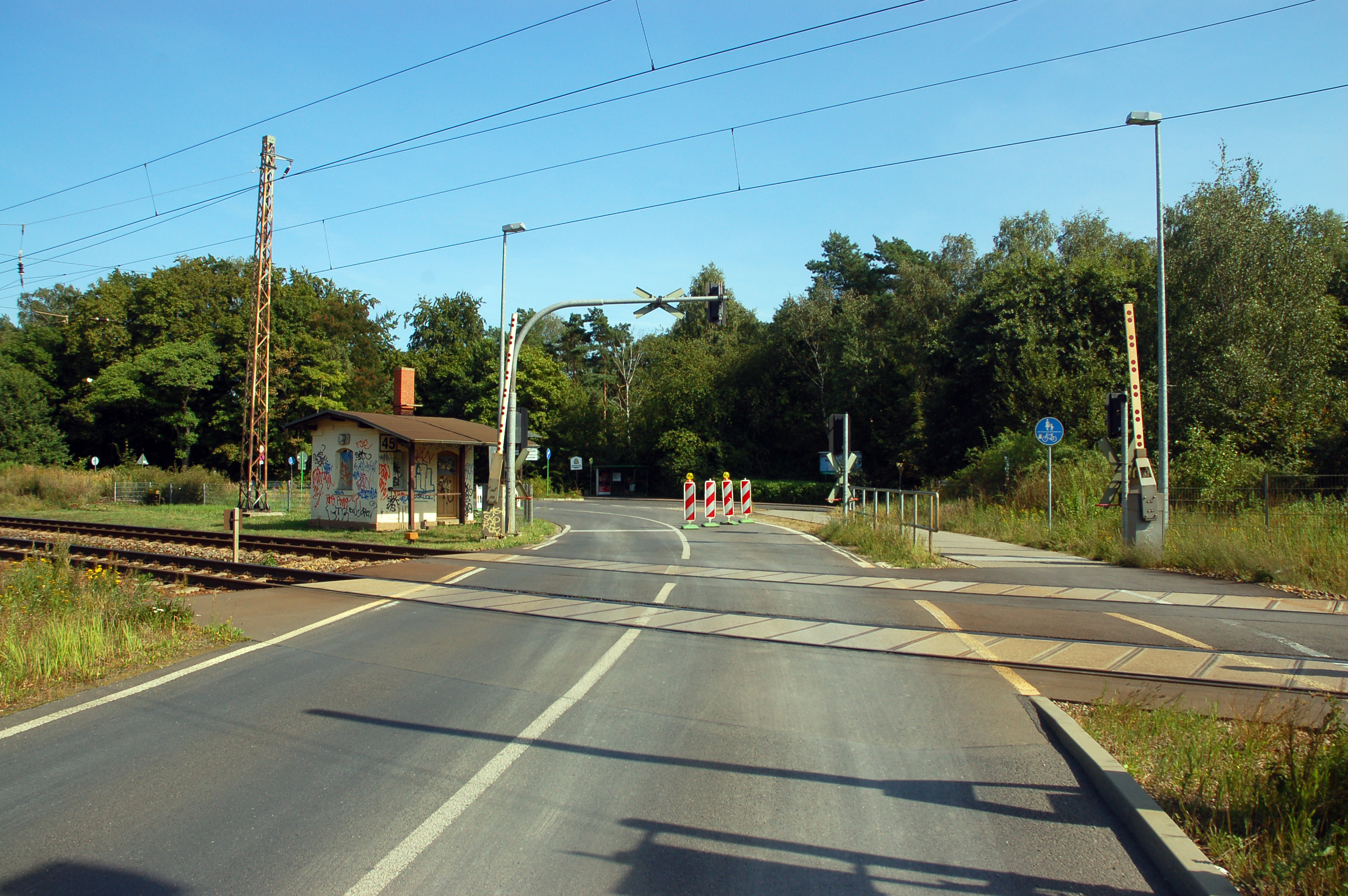
Der ehemalige Bahnhof Eberswalde Wasserfall ist heute Bahnübergang Tierpark

Das Berlin-Stettiner Eisenbahn-Comité mit Sitz in Stettin wurde im März 1836 von Stettiner und Berliner Kaufleuten und Bankiers, darunter Joseph Mendelssohn vom Berliner Bankhaus Mendelssohn & Co., unter dem Vorsitz des Stettiner Oberbürgermeisters Andreas Masche mit dem Ziel gegründet, eine Eisenbahn von Berlin nach Stettin zu bauen. Hierbei erhoffte man, 39 000 Personen und 20 000 Tonnen Güter jährlich transportieren zu können, was bei einer Bausumme von 2,5 Mio. Talern zu einer Kapitalrendite von gut fünf Prozent führen sollte. Am 10. Juli 1836 wurde die vorläufige Konzession erteilt. Gegen 1840 erfolgte die Gründung der Berlin-Stettiner Eisenbahn-Gesellschaft.
Der endgültige Entwurf sah dann Kosten in Höhe von 2 724 000 Talern vor. Die Kostensteigerung beruhte im Wesentlichen auf Verbesserungen wie der Verwendung eines besseren Oberbaus oder der Verlegung des Bahnhofes in Stettin in unmittelbare Odernähe mitten in das Geschäftsviertel. Da aber nur Aktien für 1 037 000 Taler gezeichnet wurden, übernahm der altpommersche Kommunallandtag eine Zinsbürgschaft auf sechs Jahre, 500 000 Taler wurden durch Stettiner Bürger und benachbarte Gutsbesitzer aufgebracht. Die endgültige Konzession wurde am 12. Oktober 1840 erteilt. Schon beim Erwerb der Grundstücke wurde ein zweigleisiger Ausbau der Strecke vorgesehen, der Unterbau und die größeren Bauwerke wurden entsprechend hergestellt.
Die Generalversammlung der Gesellschaft beschloss am 26. Mai 1842, die Bahn bis Stargard in Pommern fortzuführen. Am 1. August 1842 wurde die Strecke Berlin–Eberswalde Hauptbahnhof eröffnet, die Verlängerung bis Angermünde erfolgte am 15. November 1842. Am 15. August 1843 wurde die gesamte Strecke Berlin–Stettin feierlich eröffnet, am 16. August 1843 der Betrieb aufgenommen. Am 1. Mai 1846 folgte die Eröffnung des Abschnitts Stettin–Stargard. Der Berliner Bahnhof in Stettin wurde dafür in einen Durchgangsbahnhof umgebaut und anschließend in Stettin Hauptbahnhof umbenannt.
Von der Eröffnung der Ostbahn Kreuz–Schneidemühl–Bromberg 1851 profitierte auch die Stettiner Bahn: Bis 1857, der Eröffnung der Ostbahnstrecke Kreuz–Küstrin–Frankfurt (Oder)–Berlin, wurde der gesamte Berliner Ostbahnverkehr über sie abgewickelt.
Nachdem schon am 22. Dezember 1863 das zweite Gleis von Berlin bis Angermünde in Betrieb genommen worden war, wurde zum 1. August 1873 der 1872 begonnene zweigleisige Ausbau der Strecke Angermünde–Stettin–Stargard i. P. abgeschlossen, sodass jetzt die gesamte Stammbahn zweigleisig war.
Nach Verstaatlichung der BStE am 1. Februar 1880 übernahmen die Preußischen Staatseisenbahnen den Betrieb.

### Staatsbahnzeit

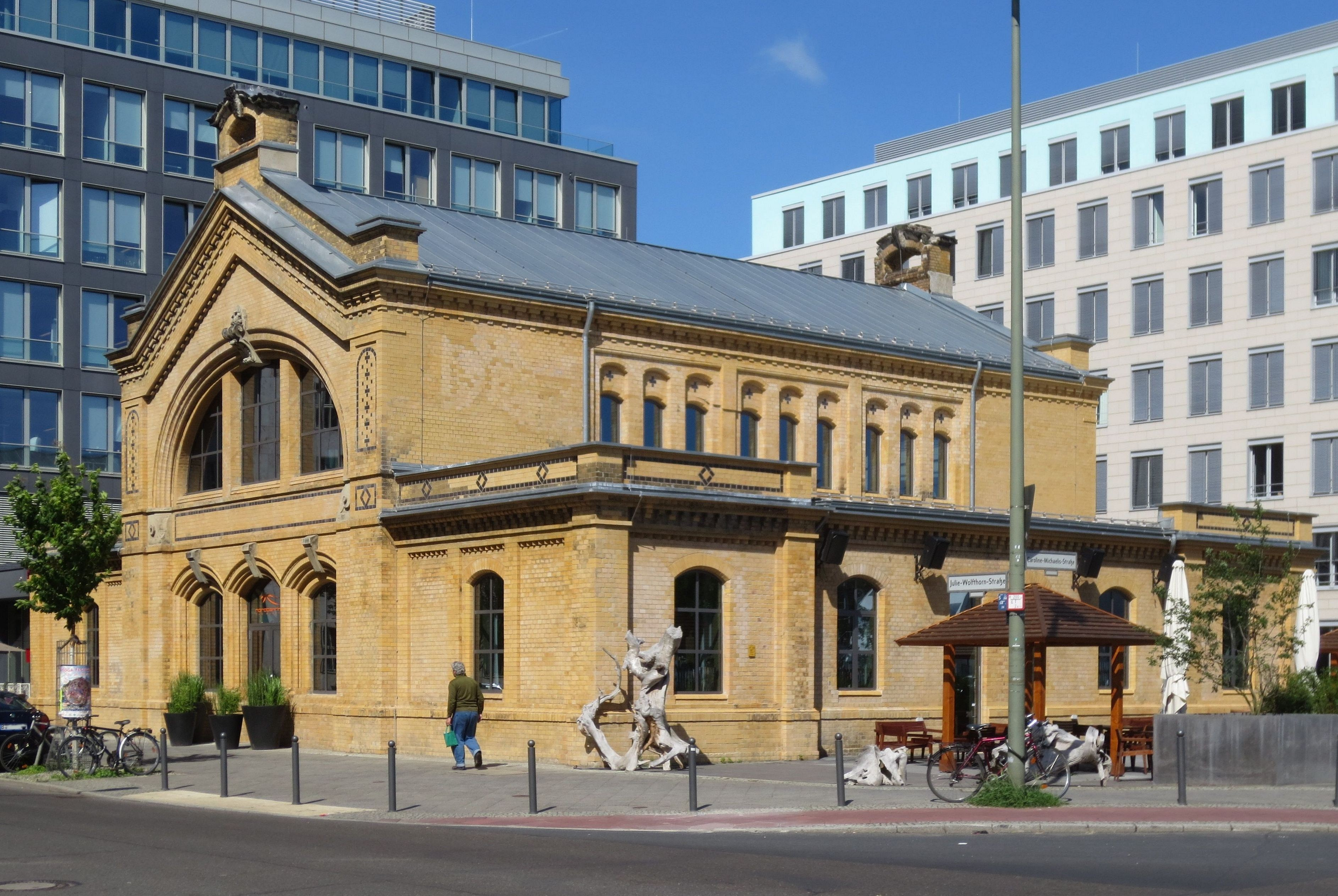
Überreste des Kleinen Stettiners, Empfangsgebäude des Vorortbahnhofs in Berlin, Am Nordbahnhof 11

Am 15. Mai 1895 wurde der Bahnhof Herzsprung nahe dem gleichnamigen Dorf eröffnet.
Am 12. Dezember 1897 wurde die bisher entlang der Grüntaler Straße im heutigen Berliner Ortsteil Gesundbrunnen verlaufende Trasse, die mehrere Bahnübergänge aufwies, in die Trasse der Ringbahn verschwenkt, sodass die Strecke über den neuen Umsteigebahnhof Gesundbrunnen führte. In Höhe der heutigen Bornholmer Straße zweigte die Trasse von der Nordbahn nach Osten ab. Die Gütergleise waren schon am 1. Mai 1897 in Betrieb genommen worden. Zwischen 1903 und 1906 erfolgte der anschließende Aus- und Umbau des Stettiner Bahnhofs in Berlin, wobei vor allem Anlagen für den sich entwickelnden Vorortverkehr angelegt wurden.
Für den Güterverkehr ging 1907 eine Güterstrecke von Friedrichsfelde nach Blankenburg in Betrieb, die ein Jahr später über Lübars nach Tegel verlängert wurde. Diese Industriebahn Tegel–Friedrichsfelde unterquerte südlich des Bahnhofs Blankenburg die Stettiner Bahn und war über ein Verbindungsgleis an den Bahnhof Blankenburg angeschlossen.
Nach dem schnellen Anwachsen des Straßenverkehrs kam es Anfang des Jahrhunderts an den niveaugleichen Bahnübergängen und hier insbesondere am Gartenplatz zu chaotischen Verhältnissen, sodass die Verkehrsträger getrennt werden mussten. In den Jahren 1912 bis 1916 erfolgte in mehreren Etappen die Hochlegung des Bahndamms von Berlin bis Bernau und die bauliche Trennung der Fern- und Vorortgleise. Ein möglicher elektrischer Betrieb der Vorortgleise wurde zwar verfolgt, infolge des Ersten Weltkriegs jedoch nicht umgesetzt.

### Reichsbahnzeit bis 1945

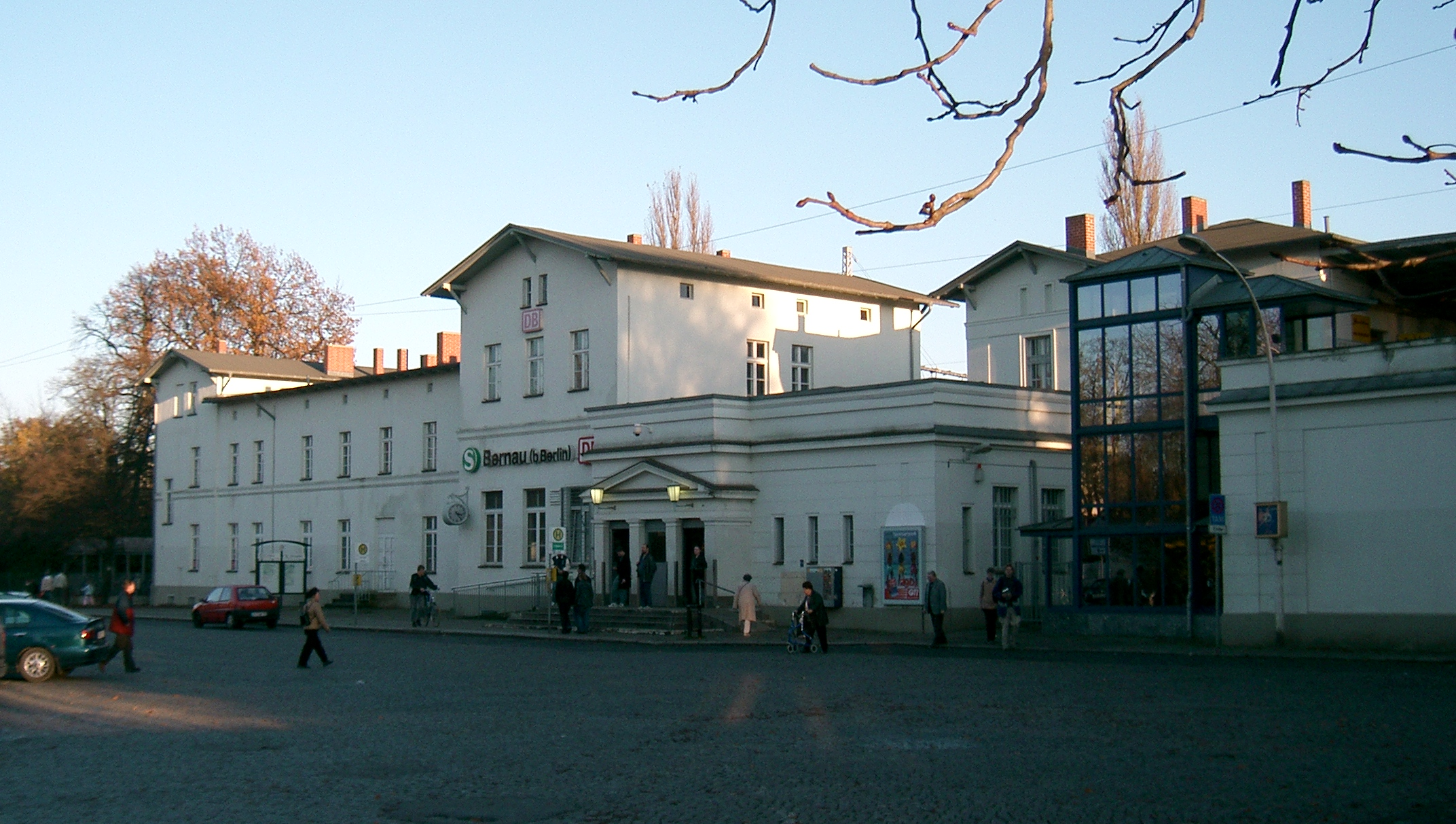
Bahnhof Bernau (bei Berlin)

Bereits kurz nach Ende des Ersten Weltkrieges wurde die Elektrifizierung der Vorortgleise angegangen. Zunächst sollte das in Deutschland übliche Wechselstromsystem mit Oberleitung und 15 Kilovolt und 16 2⁄3 Hertz angewandt werden. Als jedoch die Bauarbeiten schon in vollem Gange waren – bei Pankow standen bereits die ersten Masten – entschied sich die Deutsche Reichsbahn im letzten Moment zu Gunsten eines Gleichstrombetriebes mit seitlicher Stromschiene und 800 Volt Spannung um. Die Hyperinflation 1923 verzögerte die Bauarbeiten jedoch, so dass die Fertigstellung erst im Sommer 1924 erfolgen konnte. Am 8. August 1924 verkehrte der erste elektrische Vorortzug zwischen dem Stettiner Vorortbahnhof und Bernau. Seit dem 1. Dezember 1930 ging daraus die Berliner S-Bahn hervor.
Die Germania-Planungen der Nationalsozialisten in den 1930er Jahren sahen mehrere Baumaßnahmen entlang der Strecke vor. Realisiert davon wurde allerdings nur der Nord-Süd-Tunnel für die S-Bahnzüge im Jahr 1936 und die damit verbundene Schließung des Vorortbahnhofs. Weitere Planungen sahen die Wiederinbetriebnahme des 1897 aufgegebenen Streckenabschnittes zwischen der Ring- und Nordbahn sowie den Ausbau des Güterbahnhofs Pankow zum Ortsgüterbahnhof Nord vor. Die beiden Vorhaben wurden bis zum Kriegsende 1945 nicht begonnen.
Am 31. Januar 1943 ereignete sich im Bahnhof Tantow ein schwerer Eisenbahnunfall, als nach Fahrdienstleiter- und Rangierfehlern der Schnellzug für Fronturlauber, SF 62, mit zwei Lokomotiven zusammenstieß. 38 Menschen starben, 16 wurden darüber hinaus verletzt.

### Nach 1945

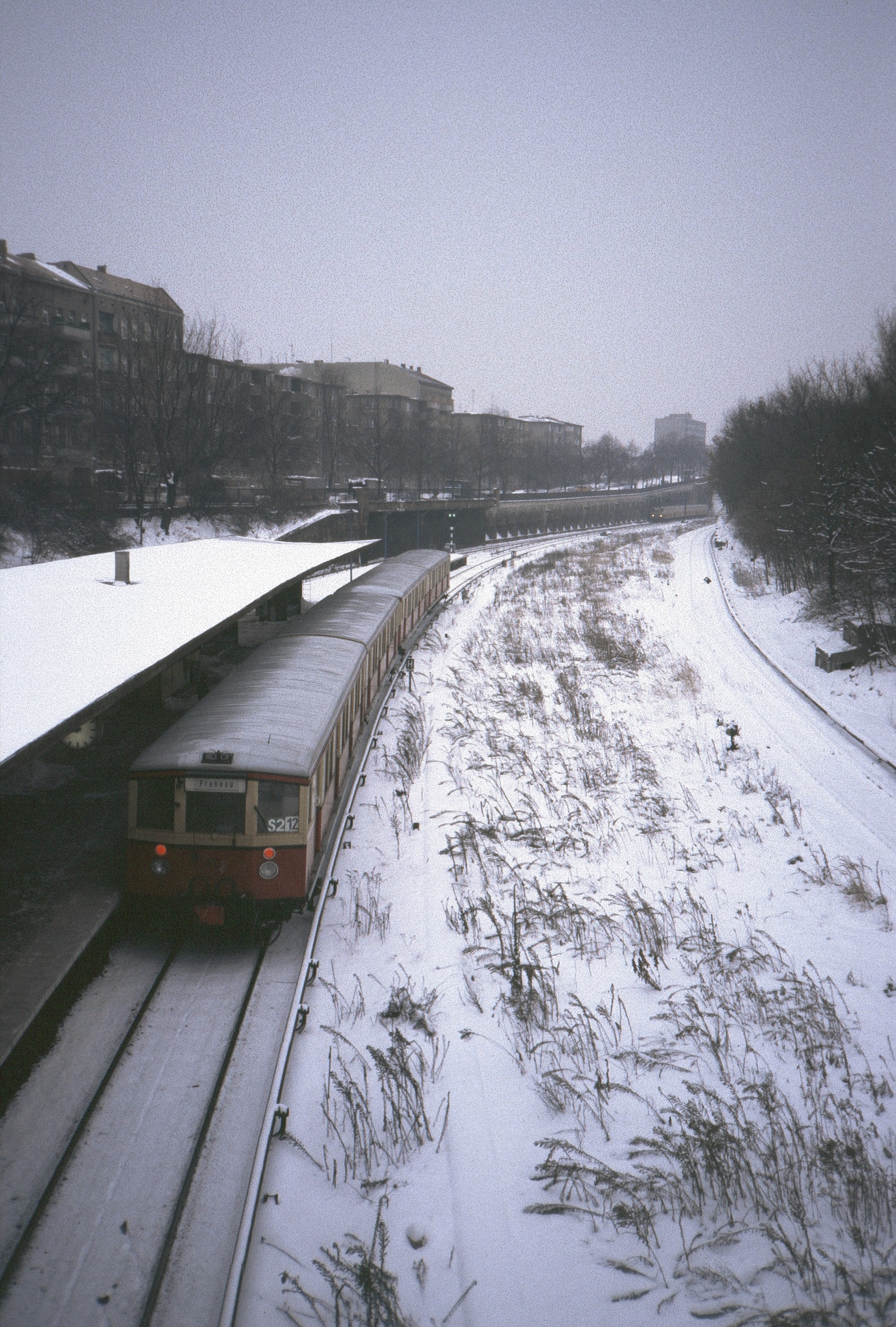
Trasse am S-Bahnhof Humboldthain in West-Berlin, 1987

Das Ende des Zweiten Weltkriegs hatte gravierende Folgen für die Strecke. Das zweite Streckengleis wurde im Zuge von Reparationsleistungen an die Sowjetunion abgebaut. Die Stadt Stettin kam 1945 als Folge der Grenzziehung nach dem Zweiten Weltkrieg zu Polen und erhielt den polnischen Namen Szczecin. Der nunmehr grenzüberschreitende Verkehr zwischen Angermünde und Szczecin nahm gegenüber der Vorkriegszeit deutlich ab. Namentlich im Personenverkehr beschränkte sich das Angebot auf einzelne Züge am Tag.
1950 wurde der Stettiner Bahnhof in Berlin in Nordbahnhof umbenannt. Die Schließung des Stettiner Bahnhofs im Mai 1952 bedeutete das vorläufige Ende des Bahnbetriebs der Stettiner Bahn im Westteil Berlins. Die Züge wurden danach über den Berliner Außenring zum Bahnhof Berlin-Lichtenberg und zur Berliner Stadtbahn geführt.
In den 1980er Jahren wurden der Abschnitt Berlin-Pankow–Passow elektrifiziert. Ebenfalls mit Fahrleitungen überspannt wurden die angrenzenden Strecken auf dem Berliner Innen- und Außenring, die Strecke Passow–Stendell zur Bedienung der PCK-Raffinerie wie auch die von Angermünde ausgehende Strecke nach Stralsund. Der Streckenabschnitt zwischen Passow und Szczecin blieb bei der Elektrifizierung unberücksichtigt. Auch wurde das fehlende zweite Gleis auf dem entsprechenden Abschnitt bisher nicht wieder aufgebaut. Der Wiederaufbau des zweiten Gleises ist Teil der Pläne zum Streckenausbau von Angermünde nach Szczecin.

### Nachwendezeit

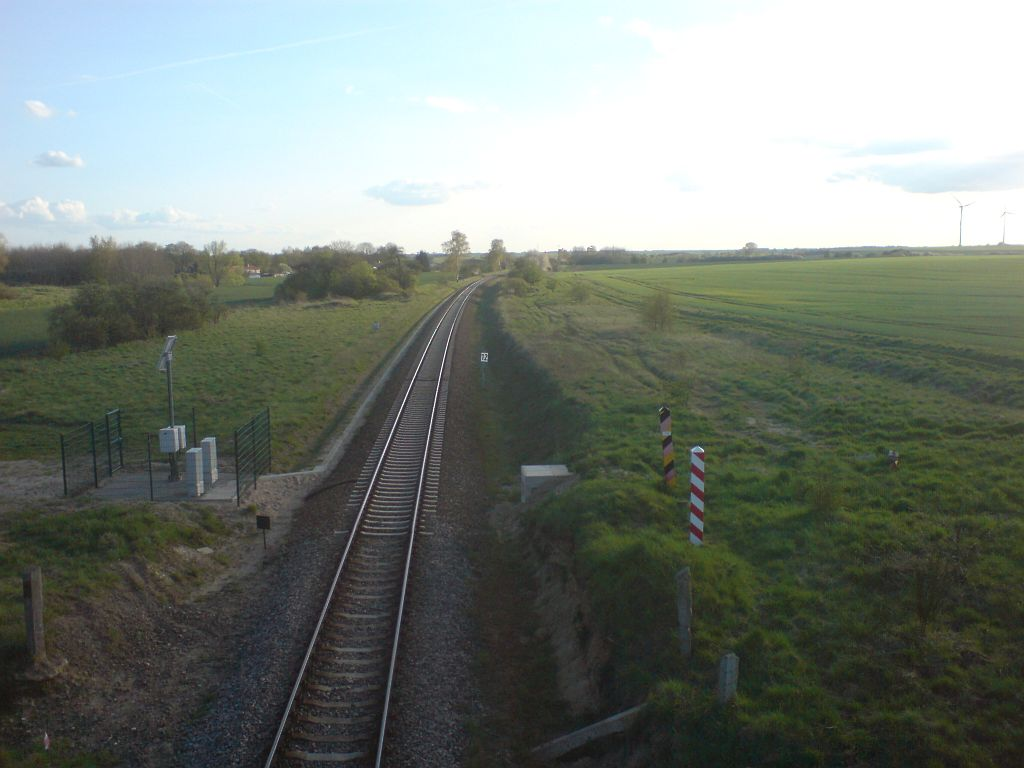
Staatsgrenze (2008)

Ab 27. Mai 1995 entfielen die Reisezughalte im inzwischen zum Haltepunkt zurückgestuften früheren Bahnhof Herzsprung sowie im Bahnhof Chorin und in Welsow-Bruchhagen, ein Jahr später auch in Schönermark. Zum 1. Juni 1995 entfiel der Fahrkartenverkauf am Bahnhof Schönow.
Seit der Eröffnung des Berliner Hauptbahnhofs am 27. Mai 2006 wird der Großteil des Reisezugverkehrs über den wieder eröffneten Bahnhof Berlin Gesundbrunnen und die neue Nord-Süd-Fernbahn mit dem Tiergartentunnel geleitet, sodass Reisende entlang der Stettiner Bahn wieder auf kürzestem Weg in die Berliner Innenstadt fahren können.
Bis 2007 wurde die Strecke zwischen Berlin und Angermünde größtenteils modernisiert, die Bahnanlagen vereinfacht sowie Bahnhöfe und Haltepunkte erneuert. Auf den modernisierten Streckenabschnitten wurden elektronische Stellwerke errichtet, diese werden von der Betriebszentrale in Berlin-Pankow ferngesteuert.
In den Jahren 2007 und 2008 wurde die Kanalbrücke Eberswalde zur Überführung des Oder-Havel-Kanals über die Stettiner Bahn durch einen etwas weiter nördlichen gelegenen Neubau ersetzt.

### Entwicklung nach 2010

#### Abschnitt Berlin – Angermünde
Die Strecke zwischen Berlin und Angermünde ist nur mit 120 km/h befahrbar. Eine höhere Streckengeschwindigkeit wird seit Jahren gefordert. Im Entwurf des Bundesverkehrswegeplans 2030 im März 2016 wurde der Streckenausbau auf diesem Abschnitt zunächst nur als „potentieller Bedarf“ eingestuft. Im Zuge der Öffentlichkeitsbeteiligung wurde die Maßnahme in den vordringlichen Bedarf des Plans hochgestuft. In einer Antwort auf eine Kleine Anfrage erklärte die Brandenburger Landesregierung im April 2021, dass ihr nach wie vor kein konkreter Zeitplan für den Ausbau bekannt sei.
Größere Baumaßnahmen gab es zwischen Berlin-Blankenburg und Berlin-Karow ab Februar 2017. Hierbei wurde die eingleisige Überführung über den Berliner Außenring am Karower Kreuz zweigleisig ausgebaut. Hinzu kamen der Neubau weiterer Eisenbahnüberführungen und eines elektronischen Stellwerks sowie die Anhebung der Streckengeschwindigkeit auf diesem kurzen Abschnitt auf 160 km/h. Die Arbeiten sollten bis etwa 2021 dauern, verzögerten sich jedoch um mehrere Jahre.
Der Abschnitt zwischen Berlin-Pankow und Blankenburg wurde 2014 in das freiwillige Lärmsanierungsprogramm des Bundes aufgenommen und in den folgenden Jahren dort Schallschutz installiert. Am Karower Kreuz ist ein neuer Bahnhof für den Regionalverkehr und die S-Bahn in Diskussion.
Die Eisenbahnverbindungen, vor allem auf dem Abschnitt zwischen Angermünde und Stettin, wurden vielfach kritisiert. Der Abschnitt zwischen Passow und Szczecin Gumieńce ist nur eingleisig und ohne Fahrleitung. Im Reiseverkehr gibt es zwischen Berlin und Stettin überwiegend nur Umsteigeverbindungen und nur wenige Direktverbindungen. Da Dieseltriebfahrzeuge nicht über die Nord-Süd-Fernbahn in den Berliner Hauptbahnhof einfahren dürfen, müssen direkte Züge über die Grenze schon im Bahnhof Berlin-Gesundbrunnen enden. Bis 2012 gab es noch eine direkte Eurocity-Verbindung über die Grenze mit Lokwechsel in Angermünde, die aber von den beteiligten Bahngesellschaften eingestellt wurde.

#### Abschnitt Angermünde – Staatsgrenze

##### Diskussionen über den Ausbau der Strecke
Der zweigleisige Ausbau, die Elektrifizierung und die Ertüchtigung der gesamten Strecke auf 160 km/h war auf deutscher Seite seit Jahren in der Diskussion.
Die Verhandlungen über ein Abkommen zwischen der Bundesrepublik Deutschland und der Republik Polen über den Streckenausbau begannen 2003. Nach mehreren Verzögerungen wurde das Abkommen am 20. Dezember 2012 unterzeichnet. Die damaligen Planungen sahen zwar weiterhin eine Elektrifizierung zwischen Passow und Grenze sowie eine Geschwindigkeitserhöhung auf 160 km/h vor, ein zweigleisiger Ausbau war jedoch damals nicht vorgesehen. Die Realisierung des Vorhabens war bis 2020 geplant, die Kosten auf deutscher Seite wurden auf über 100 Millionen Euro geschätzt.
Im Mai 2016 teilte die Bundesregierung auf eine Kleine Anfrage mit, dass die Vorentwurfsplanung für den Ausbau im Sommer 2016 abgeschlossen werden sollte und die Finanzierungsvereinbarung im Jahr 2017 geschlossen werden soll.
Im November 2016 gab Bundesverkehrsminister Dobrindt bekannt, dass 138 Millionen Euro aus dem Zukunftsinvestitionsprogramm der Bundesregierung für die Planung von 21 Schienenprojekten, unter denen auch die Ausbaustrecke Berlin–Stettin ist, bereitgestellt werden. Nach damaligen Planungsstand sollte die DB das Planfeststellungsverfahren bis 2020 durchführen und der Streckenausbau voraussichtlich 2024 abgeschlossen werden. Die eingleisig ausgebaute Strecke sollte lediglich um einen neuen Kreuzungsbahnhof in Casekow ergänzt werden. Planungsgrundlage war ein stündliches Nahverkehrs-, aber kein Fernverkehrsangebot.
Nachdem sich die Länder Berlin und Brandenburg weiterhin für einen durchgängig zweigleisigen Streckenausbau einsetzten, einigten sich schließlich im März 2018 die Beteiligten. Die beiden Länder erklärten sich im Juni 2018 in einer gemeinsamen Absichtserklärung mit der Deutschen Bahn und dem Bundesverkehrsministerium bereit, sich an den Mehrkosten des zweigleisigen Ausbaus von geschätzt 100 Millionen Euro zu beteiligen.

##### Konkrete Ausbauplanungen
Im März 2021 wurde die Finanzierungsvereinbarung für den Streckenausbau zwischen Angermünde und der Bundesgrenze unterschrieben. Der Bund übernimmt dabei 380 Millionen Euro, jeweils 50 Millionen Euro entfallen auf die Bundesländer Berlin und Brandenburg. Das Eisenbahn-Bundesamt hat im Juni 2021 den Planfeststellungsbeschluss für den Ausbau des Abschnitts von Angermünde bis Passow erlassen. Die Arbeiten in diesem Abschnitt begannen Ende November 2021, ab 2024 folgt der Abschnitt von Passow bis zur Staatsgrenze.
Die Planungen sehen eine durchgehende zweigleisige elektrifizierte Strecke zwischen Angermünde und der Staatsgrenze vor, auf der das Zugbeeinflussungssystem ETCS eingerichtet wird. In Schönermark ist eine neue Überleitstelle entstanden. Die Bahnhöfe Angermünde und Passow erhalten 740 Meter lange Gleise für Güterzüge. Der Bau erfolgt in zwei Abschnitten. Begonnen wurden die Arbeiten im ersten Abschnitt zwischen Angermünde und Passow. Nach Abschluss der Planungsarbeiten für den zweiten Abschnitt zwischen Passow und der deutsch-polnischen Grenze sollen dort die Arbeiten 2024 beginnen. Für den Reiseverkehr wird die Strecke gesperrt, der Güterverkehr nach Passow zum Anschluss zur PCK-Raffinerie soll auch während der Bauzeit möglich sein. Die Strecke soll dann Ende 2027 in Betrieb gehen. In Casekow und Tantow werden die Bahnhöfe im Rahmen des Streckenausbaus 210 Meter lange Bahnsteige erhalten, in Petershagen und Schönow zunächst solche mit 140 Meter Länge, aber mit der Option zur Verlängerung. Die Kosten hierfür übernimmt das Land Brandenburg.

#### Abschnitt auf polnischer Seite

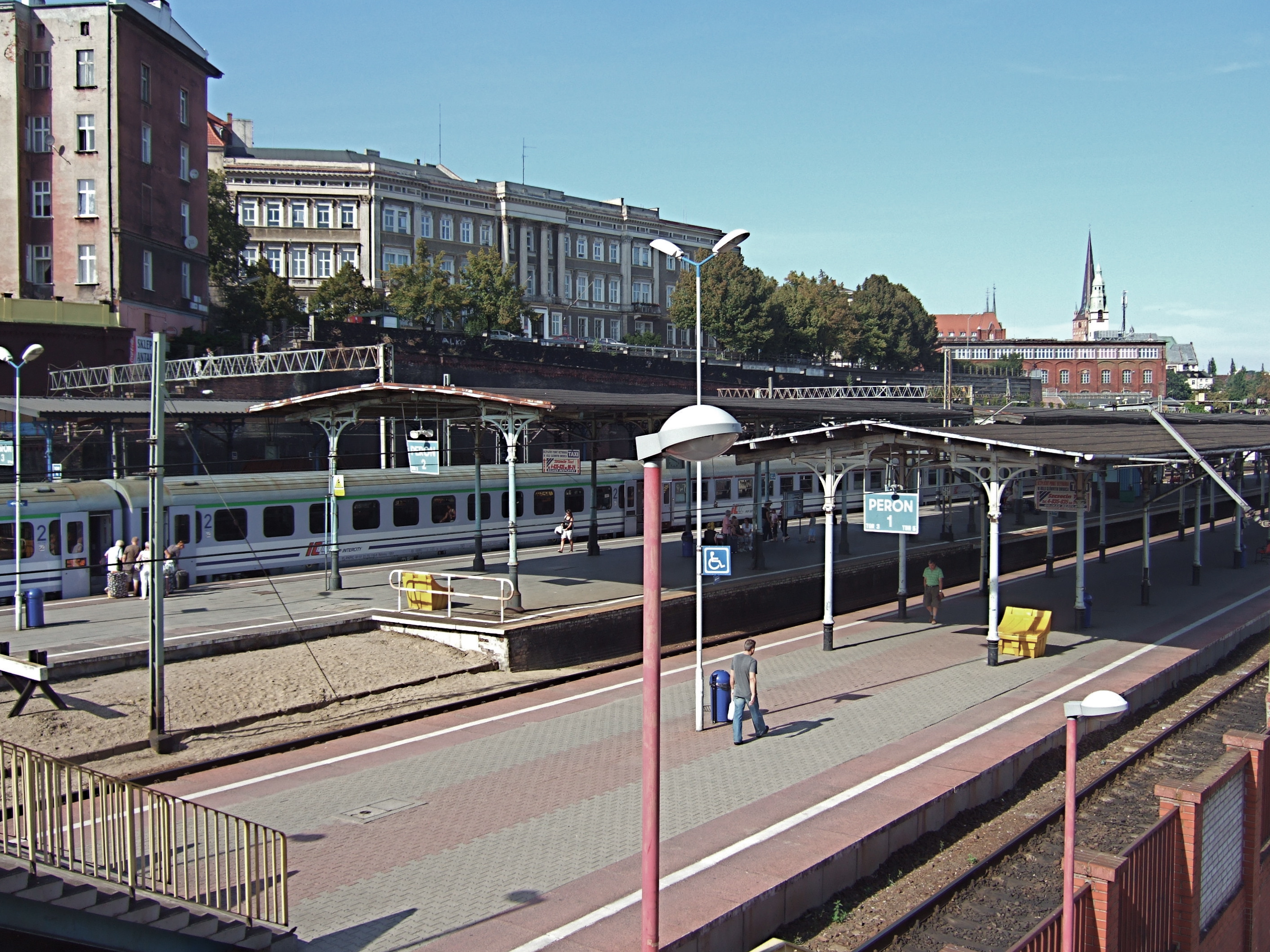
Bahnsteige im Bahnhof Szczecin Główny (2009).

Der polnische Abschnitt zwischen der Staatsgrenze und Szczecin Gumieńce wurde Ende 2009 auf eine Streckengeschwindigkeit von 120 km/h aufgebaut. Die Bahnübergänge blieben unbeschrankt.
Nach dem Entschluss über den zweigleisigen Ausbau der Strecke auf deutschem Gebiet im März 2018 blieb lange unklar, ob dies auch auf polnischer Seite erfolgen soll. Zum Baustart am 30. November 2021 verkündete die PKP PLK, dass ab 2024 auch der zehn Kilometer lange polnische Grenzabschnitt zweigleisig ausgebaut, elektrifiziert und für 160 km/h ertüchtigt wird. Am 20. Januar 2022 stellte die PKP PLK S.A. klar, dass sowohl der Abschnitt zwischen der Grenze und Szczecin Gumieńce als auch der innerstädtische Abschnitt zweigleisig ausgebaut werden. Es sollen vier neue Haltepunkte errichtet werden. Dazu zählen die reaktivierten bzw. neuen Stationen in den Orten Kołbaskowo, Przecław  und Warzymice sowie ein völlig neuer Haltepunkt im Stettiner Stadtgebiet im Ortsteil Pomorzany (Pommerensdorf) in der Nähe der Endstelle mehrerer Straßenbahnlinien. Eine Einbeziehung in das System des geplanten Vorortbahnsystems Szczecińska Kolej Metropolitalna ist in Diskussion.

#### Personenverkehrsleistungen
Der Nahverkehr auf der Regionalbahnlinie 66 und der Regionalexpresslinie 66 auf dem Streckenabschnitt Angermünde–Tantow (Grenze) sollte ursprünglich im Jahre 2011 im Verfahren „Dieselnetz Ostbrandenburg“ ausgeschrieben werden. Davon wurde aus Gründen des ungeklärten Streckenausbaus abgesehen. Vereinzelt wird eine grundsätzliche Neuausrichtung des Schienenpersonenverkehrs, z. B. durch einen stündlich verkehrenden, umsteigefreien Pommernexpress, gefordert.
Die SPNV-Leistungen Netz Berlin-Stettin wurden im September 2021 ausgeschrieben. Im Zeitraum von Dezember 2026 bis Dezember 2038 sollen auf den zwei Linien RB 66 und RE 9 insgesamt rund 1,5 Millionen Zugkilometer pro Jahr erbracht werden.